# Movimiento estudiantil Todos Somos Politécnico
El movimiento estudiantil #TodosSomosPolitécnico fue un movimiento ciudadano conformado en su mayoría por alumnos pertenecientes al Instituto Politécnico Nacional tanto de escuelas en nivel medio superior como escuelas de nivel superior.
El movimiento buscaba detener los cambios en planes de estudio y el nuevo reglamento interno del instituto.

## Antecedentes
Desde el año 2002 se impulsó un cambio en el modelo educativo dentro del Instituto Politécnico Nacional los cuales afectaban tanto a planes de estudio, como a la orientación formativa del instituto.
En el año 2014 la entonces directora Yoloxochitl Bustamante Díez firmó el acuerdo por la educación, el cual establecía un sistema de bachillerato único, de ahí derivaba el cambio al reglamento interno y al plan de estudios del Instituto Politécnico Nacional. Este acuerdo proviene de la RIEMS (Reforma Integral de la Educación Media Superior), la cual a su vez proviene de las reformas estructurales, de manera más específica, de la Reforma Educativa.

## Cronología

### Septiembre
El 17 de septiembre de 2014 la Escuela Superior de Ingeniería y Arquitectura (ESIA) del Instituto Politécnico Nacional se declara en paro indefinido como medida de presión para detener el nuevo plan de estudios.
La madrugada del 24 de septiembre del 2014, en sesión extraordinaria, el Consejo General Consultivo del IPN aprobó un nuevo reglamento interno
El Consejo Técnico Consultivo del IPN avala y publica en el portal de Internet el nuevo reglamento Interno del instituto. Ese mismo día los estudiantes hacen llamado a la movilización estudiantil. El 25 de septiembre del 2014, Primera Mega Marcha Politécnica hacia Dirección General del IPN.  Los organizadores dijeron que más 70 mil alumnos participaron en la movilización.
El 26 de septiembre del 2014, La entonces directora del IPN, Yoloxóchitl Bustamante Díez declara que el movimiento es financiado por grupos externos a la escuela y que no todos los participantes son estudiantes.
Este día la mayoría de las escuelas pertenecientes al IPN se declaran en paro de labores. El paro inicia en Zacatenco y se extiende hacia Ticoman, Tepepan, Milpa Alta, el Casco de Santo Tomás y los 16 CECyT.
El 28 de septiembre del 2014, Se realiza una Asamblea General Politécnica, con una mayor participación de las escuelas, que buscan organizar el movimiento estudiantil.
El 30 de septiembre marchan más de 70 mil alumnos –según los organizadores– desde el Casco hacia la Secretaría de Gobernación. El titular de la dependencia, Miguel Ángel Osorio Chong, subió al templete y recibió el primer pliego petitorio.

### Primer pliego petitorio de los estudiantes.[4]
1. Cancelación total del nuevo reglamento.[4]
2. Derogación de los planes de estudio que tecnifiquen la educación superior, así como de los planes del nivel medio superior. Aplicación del mapa curricular anterior y participación de la comunidad en la reforma posterior.[4]
3. Destitución de Yoloxóchitl Bustamante como directora general del IPN.[4]
4. Salida de la Policía Bancaria e Industrial de las instalaciones del instituto.[4]
5. Eliminar la pensión vitalicia de los exdirectores.[4]
6. Democratización del Instituto Politécnico Nacional.[4]
7. Garantizar que no habrá represión académica y legal contra los participantes en el movimiento.[4]
8. Aumento al presupuesto a la educación superior, la ciencia y la tecnología para que se les destine al menos 2% del PIB.[4]
9. Transparentar las formas de injerencia del sector privado en la institución.[4]
10. Expulsión definitiva de los grupos porriles en el IPN.[4]

### Octubre
El 3 de octubre del 2014, Alrededor de 20 mil estudiantes marchan del Monumento a la Revolución hacia la SEGOB para recoger la respuesta al pliego petitorio.

Esta fue la respuesta de la SEGOB al pliego petitorio de los estudiantes
1. Se cancela la aplicación del nuevo Reglamento Interno y prevalece el original de 1998, incluyendo la reforma realizada en 2004.
2. Se anulan los planes y programas de estudio del nivel superior.
3. Se acepta la renuncia de Yoloxóchitl Bustamante como directora de la institución.
4. Sale la Policía Bancaria e Industrial de las instalaciones para crearse un servicio de vigilancia que garantice la seguridad de la comunidad.
5. Se suspende de inmediato el acuerdo gubernamental por el que se otorgan las pensiones vitalicias de los exdirectores.
6. La SEP convocará a los Consejos Consultivos para definir el nuevo método de elección de los representantes.
7. No habrá represalias hacia ningún miembro de la comunidad educativa.
8. Existe el compromiso de seguir aumentando el presupuesto para la educación superior, así como para los rubros de ciencia y tecnología.
9. No se permitirá injerencias ajenas al interés del IPN.
10. Se evitarán actos o presencia de personas ajenas a la institución.

El 4 y 5 de octubre del 2014, Las asambleas de las escuelas analizan las respuestas que dio la SEGOB a los estudiantes.
El 6 de octubre del 2014, Inicia la Asamblea General Politécnica en la Escuela Nacional de Ciencias Biológicas (ENCB) del Casco de Santo Tomás para determinar cuál será el nuevo documento que entregarán al gobierno federal a partir de las respuestas de la SEGOB.
El 8 de octubre del 2014, Los alumnos aseguran que las respuestas del gobierno federal son incompletas y no atienden las demandas de los alumnos.
El 10 de octubre del 2014, Tres mil estudiantes marchan desde la Estela de Luz hasta la Plaza de las Tres Culturas en Tlatelolco; en el trayecto entregaron un nuevo pliego petitorio a la SEGOB y a la SEP.

#### Segundo pliego petitorio de los estudiantes
1. Desconocimiento total de cualquier reglamento interno emitido por el Consejo general Consultivo y demanda de un Congreso Nacional Politécnico, con carácter resolutivo y re fundacional.
2. Concluir el semestre 2015-I con el plan de estudios 2014 e iniciar el siguiente periodo con el plan de estudios anterior, para después abrogar el mapa curricular impuesto este año. Suspender la integración de los CECyT del Sistema Nacional de Bachillerato y eliminar la salida lateral del nivel superior.
3. Desconocimiento de cualquier director interino impuesto por el gobierno federal y demanda de una elección inmediata, a partir del voto directo, libre y secreto.
4. La vigilancia al interior de la institución debe recaer en un órgano dependiente de la administración del IPN que salvaguarde la integridad y garantice la seguridad de la comunidad.
5. Eliminar las pensiones vitalicias de los exdirectores a partir del 1º de enero de 2015, con la emisión de los lineamientos jurídicos a las dependencias relacionadas con el tema, y gestionar que dichos recursos se utilicen en becas, mejora de infraestructura y otros rubros que considere la comunidad.
6. Exigencia del reconocimiento de una comisión que establezca el Congreso Nacional Politécnico, en el afán de hacer efectivo el proceso de democratización.
7. Responsabilizan al titular del Ejecutivo por cualquier daño físico, psicológico, académico, moral o de cualquier índole que atente contra la integridad personal de los miembros de la comunidad politécnica, así como de otras instituciones que apoyan la movilización. Exigencia de que las autoridades relacionadas garanticen que no habrá ninguna represalia o intimidación para los participantes.
8. Exigencia de que en el Presupuesto de la Federación 2015 se establezca el aumento al 8% del PIB para el ramo educativo, así como el 2% para la investigación en ciencia y tecnología, incluyendo aumentos para el IPN.
9. Abrogación del decreto de creación del Tecnológico Nacional de México, con el fin de evitar cualquier injerencia ajena al interés del IPN.
10. El movimiento se declara sin ninguna relación partidista y democrático, por lo que exige sancionar las prácticas porriles que inhiben la participación estudiantil.

El 14 de octubre del 2014, Marcha una comisión estudiantil  de 300 personas desde Paseo de la Reforma hasta SEGOB y luego a la SEP, para recoger la respuesta al documento entregado días antes.

#### Respuesta de la SEGOB al segundo pliego petitorio de los estudiantes.
1. La SEP considera válido el Reglamento Interno publicado en 1998 y la reforma de 2004. También reconoce la necesidad de una discusión de la comunidad, por lo que propone la integración de una mesa de diálogo, cuyo trabajo sea difundido por Canal 11 y en el que participen representantes estudiantes y gubernamentales.  Al final deberá sentar las bases para la creación del Congreso Nacional Politécnico.
2. La mesa de diálogo deberá construir las propuestas necesarias para cancelar los planes de estudio de 2014, los plazos para retomar los planes anteriores, los criterios de equivalencia, la incorporación de las vocacionales al Sistema Nacional de Bachillerato, así como la terminación técnica en el nivel superior.
3. El director y el secretario general deben ser nombrados conforme a los preceptos de la Ley Orgánica, pero se propone un director interino que estará en el cargo hasta el Congreso Nacional Politécnico para atender las tareas urgentes incluidas en el pliego petitorio de los estudiantes.
4. Coincide en que la vigilancia debe recaer en un órgano interno dependiente del sector administrativo de la institución, por lo que el tema debe tratarse en la mesa de diálogo.
5. La SEP solicitará a las Secretarías de Hacienda y de la Función Pública la cancelación del oficio SSFP/408/1951 en el cual se contemplan las pensiones vitalicias para los exdirectores.
6. Se reitera la conveniencia de realizar el Congreso Nacional Politécnico, por lo que se propone la mesa de diálogo con la que se determinen las reglas para la organización y realización de dicho congreso.
7. La mesa de diálogo solicitará a la SEGOB para que diversas instancias firmen un documento en el que se garantice la integridad de los participantes en las movilizaciones.
8. La mesa de diálogo podrá analizar los procedimientos para interponer la solicitud de incrementos en el presupuesto de educación superior, así como en el de ciencia y tecnología.
9. El Tecnológico Nacional de México es una institución pública de educación superior que no se vincula con el IPN.
10. La SEP celebra el carácter académico de la Asamblea General Politécnica y reitera su disposición al diálogo.

EL 15 de octubre del 2014, Inicia la Asamblea General Politécnica en la Unidad Profesional Interdisciplinaria de Ingeniería y Ciencias Sociales y Administrativas (UPIICSA) para discutir el último documento entregado por el gobierno federal. Las escuelas del IPN se mantienen en paro de actividades.
El 17 de octubre del 2014, Surgen rumores de que algunos estudiantes quieren abrir las escuelas y retomar las actividades. La Asamblea General señala a los grupos porriles de intentar tomas las instalaciones por la fuerza.
El 20 de octubre del 2014, Un grupo de apenas 15 jóvenes acude nuevamente a las Secretarías de Gobernación y Educación a entregar un nuevo pliego petitorio; en esta ocasión también lo entregan en la Secretaría de Hacienda, la Cámara de Diputados y la Presidencia de la República.

#### Tercer pliego petitorio de los estudiantes
Establecimiento de la mesa de diálogo bajo las siguientes condiciones:
- Constitución del Congreso Politécnico Nacional a partir de una comisión elegida por la Asamblea General Politécnica y en la que también participarán autoridades.El Ejecutivo debe responsabilizarse por cualquier daño físico, psicológico, académico, moral o de cualquier otra índole. Las autoridades deben comprometerse a garantizar la integridad de los participantes en el movimiento.

- Las autoridades deben garantizar la des incorporación de las vocacionales del Sistema Nacional de Bachillerato así como de la reforma integral de este nivel educativo.

- Hasta que el Congreso Nacional Politécnico decida el proceso de elección, el director interino debe atender las demandas del movimiento estudiantil, como la abolición de los panes de estudio y el reglamento interno.
- El titular del ejecutivo debe incluir en el presupuesto de 2015 un incremento sustancial en el gasto educativo, así como en los ramos de ciencia y tecnología.
- El Ejecutivo debe garantizar jurídicamente y por escrito que no existirá injerencia del Tecnológico Nacional de México en cualquiera de las instancias del IPN.
- El gobierno federal debe comprometerse a presentar una investigación, denuncia y seguimiento a los grupos que violenten y atenten contra la integridad de la comunidad.
- El gobierno federal debe garantizar la cancelación del oficio SSFP/408/1951 y se exhiba el documento. De igual manera, debe garantizar  que los recursos se utilicen en los rubros que la comunidad estime conveniente.
- El órgano de control debe estar presente en el momento en que se entreguen las instalaciones para dejar constancia de los sellos, actos o cualquier otro mecanismo utilizado para salvaguardar las instalaciones.
- Exigencia de que en el Presupuesto de la Federación 2015 se establezca el aumento al 8% del PIB para el ramo educativo, así como el 2% para la investigación en ciencia y tecnología, incluyendo aumentos para el IPN.

El 29 de octubre del 2014, Estudiantes del IPN se manifiestan en las autopistas México-Puebla, México-Pachuca y México-Cuernavaca, en apoyo a los 43 normalistas desaparecidos.

### Noviembre
El 4 de noviembre del 2014, Estudiantes del IPN lleva a cabo la mesa de diálogo con la SEP.

### Diciembre
El martes 2 de diciembre de 2014 se realizó la octava mesa de diálogo entre representantes de la AGP, el director del IPN Enrique Fernández Fassnacht y funcionarios del gobierno federal. Sin embargo, la AGP cambió el orden del día pactado, exigiendo que tanto el doctor Fernández como los representantes del gobierno se pronunciaran y gestionaran por la liberación de Ariel Flores, estudiante del CECyT 9, quien fuera detenido al concluir la marcha en apoyo a los normalistas de Ayotzinapa sobre Paseo de la Reforma. Dio testimonio Carlos Rodríguez, también estudiante de CECyT 9, agredido en la misma manifestación. Ante esto, la comitiva de gobierno solicitó un receso de 30 minutos del cual no regresaron y se marcharon sin notificar a su contra parte de la AGP.
El viernes 5 de diciembre de 2014 se reanudó la octava mesa de diálogo entre representantes de la AGP, el director del IPN Enrique Fernández Fassnacht y funcionarios del gobierno federal. El orden del día tocaba los temas: firma de acuerdos, firma de carta compromiso, reanudación de labores y entrega de instalaciones. Pero esto no sirvió de mucho en el futuro, perjudico a más de un estudiante, los preacuerdos nunca llegaron a ser conclusos por parte de ninguna autoridad ni estudiante.

### 2016
El 10 agosto del 2016 trabajadores del IPN realizaron una protesta en defensa de sus derechos laborales, la respuesta de la autoridad fue la del levantamiento de 15 demandas penales en contra de trabajadores y sindicalistas democráticos en el instituto.
El 1 de Octubre, tras un conflicto en el Centro de Estudios Científicos y Tecnológicos No 5, donde los estudiantes exigían el cese a supuestos actos de represión, mejoras en las condiciones de estudio, destitución de directivos y una toma violenta de las instalaciones del CECyT 5; resulto en 24 denuncias penales adicionales ante la Procuraduría General de la República, por los supuestos delitos de motín y despojo. Los presuntos implicados en las demandas:
Por los hechos del 10 de agosto: José Matilde Samuel Sotelo Crespo, Adrián Alvarado Pérez, José Guadalupe Hernández Barroso, María Elena Góngora Pastrana, Juan Cuahutli Ramírez Solís, José Luis Bautista Vázquez, Ulises Hernández Barajas, María Elena Sánchez Rabadán, Alfredo Cardoso González, Arturo Hernández Ayar, Carlos Hernández Castro, Leopoldo Espinoza Rodríguez, Victor Antonio Torres Flores, Leticia Mascota Bañuelos, Alejo Islas Santos. Trabajadores del IPN
Por los hechos del 1 de Octubre: Juan Yael Martínez Ortega, Erika Anai Sánchez Ángeles, Ángel Ricardo Padilla Anaya, Mario Carmona Badillo, María de Lourdes Ayala Tovar, Gonzalo Alonso , Liliana García De Nova, Ana Karen Romero Sánchez, Ilse Fernanda Mosso, José Luis Hernández, Adrián Alvarado Pérez, Amador Carballo, Getsabe Yariquetza López Olivares, Joana Valentina Avilés Sánchez, Yolanda Facunda Coronel Salinas, Pamela Jocelyn Castillo García, Martín Adán Orozco Cortés, Israel Contreras Calderón, Elvia Ramírez Quiroz, Patricia Garduño Salas, Salvador Rodríguez Pérez, Iván Andrés Medina Cruz, Luis Ernesto Santiago Puga, Dilan Jeam Nuñez Flores. Estudiantes, profesores y trabajadores del IPN.

## Logros
| Nombre del funcionario            | Puesto al que renunció | Unidad profesional                                                                        | Fecha de renuncia       |
| --------------------------------- | ---------------------- | ----------------------------------------------------------------------------------------- | ----------------------- |
| Yoloxóchitl Bustamante Díez       | Dirección general      | Instituto Politécnico Nacional                                                            | 3 de octubre de 2014    |
| Fernando Arellano Calderón        | Secretaria general     | Instituto Politécnico Nacional                                                            | 4 de octubre de 2014    |
| Adriana Campos López              | Abogado general        | Instituto Politécnico Nacional                                                            | 31 de diciembre de 2014 |
| Crisóforo Ordoñes López           | Director               | Escuela Nacional de Medicina y Homeopatía                                                 | 19 de diciembre de 2014 |
| Isaac Guzmán Domínguez            | Director               | Unidad Profesional Interdisciplinaria de Ingeniería, Campus Zacatecas                     | 19 de diciembre de 2014 |
| Alberto Paz Gutiérrez             | Director               | Escuela Superior de Ingeniería Mecánica y Eléctrica, Unidad Culhuacan                     | 1 de enero de 2015      |
| Pino Durán Escamilla              | Director               | Escuela Superior de Ingeniería y Arquitectura                                             | 1 de enero de 2015      |
| Humberto Chehaibar Arroyo         | Director               | Escuela Superior de Ingeniería y Arquitectura, Unidad Tecamachalco                        | 15 de enero de 2015     |
|                                   | Director               | Escuela Superior de Ingeniería Mecánica y Eléctrica, Unidad Zacatenco                     | 15 de enero de 2015     |
| Julio E. Morales De La Garza      | Director               | Escuela Superior de Ingeniería y Arquitectura, Unidad Ticomán                             | 15 de enero de 2015     |
| Arodí Rafael Carvallo Domínguez   | Director               | Unidad Profesional Interdisciplinaria en Ingeniería y Tecnologías Avanzadas               | 15 de enero de 2015     |
| Pedro Azuara Rodriguez            | Director               | Unidad Profesional Interdisciplinaria de Ingeniería y Ciencias Sociales y Administrativas | 15 de enero de 2015     |
| María Del Consuelo Torres Bezaury | Director               | Escuela Nacional de Ciencias Biológicas                                                   | 15 de enero de 2015     |
| Elisa Lucía Parera González       | Director               | Centro Interdisciplinario de Ciencias de la Salud, Unidad Santo Tomás                     | 15 de enero de 2015     |
| Norma Cano Olea                   | Director               | Escuela Superior de Comercio y Administración, Unidad Santo Tomás                         | 15 de enero de 2015     |
| Horacio Sánchez Bárcenas          | Director               | Escuela Superior de Economía                                                              | 15 de enero de 2015     |
|                                   | Director               | Escuela Superior de Turismo                                                               | 15 de enero de 2015     |
| Ricardo Moreno Ibarra             | Director               | Centro de Estudios Científicos y Tecnológicos No. 1                                       | 15 de enero de 2015     |
| Graciela Negrete Rosales          | Director               | Centro de Estudios Científicos y Tecnológicos No. 2                                       | 15 de enero de 2015     |
| Julio Manuel García Vallejo       | Director               | Centro de Estudios Científicos y Tecnológicos No. 3                                       | 15 de enero de 2015     |
| Rubén Ángeles García              | Director               | Centro de Estudios Científicos y Tecnológicos No. 4                                       | 15 de enero de 2015     |
| Martha Virginia Polanco Hurtado   | Director               | Centro de Estudios Científicos y Tecnológicos No. 6                                       | 15 de enero de 2015     |
| Humberto Díaz Baleón              | Director               | Centro de Estudios Científicos y Tecnológicos No. 7                                       | 15 de enero de 2015     |
| Luciano Ramírez Hernández         | Director               | Centro de Estudios Científicos y Tecnológicos No. 10                                      | 15 de enero de 2015     |
|                                   | Director               | Centro de Estudios Científicos y Tecnológicos No. 11                                      | 15 de enero de 2015     |
| Elvia M. Rojas Ortega             | Director               | Centro de Estudios Científicos y Tecnológicos No. 13                                      | 15 de enero de 2015     |
| María Guadalupe Salamanca Cruz    | Director               | Centro de Estudios Científicos y Tecnológicos No. 14                                      | 15 de enero de 2015     |
| Javier Rodolfo León Cantero       | Director               | Centro de Estudios Científicos y Tecnológicos No. 15                                      | 15 de enero de 2015     |
| María Eugenia Martínez Méndez     | Director               | Centro de Estudios Científicos y Tecnológicos No. 16                                      | 15 de enero de 2015     |